# Marquesado de Campo Salinas
El Marquesado de Campo Salinas (también "Campo-Salinas" o "Camposalinas") es un título nobiliario español otorgado el 8 de marzo de 1790 por el rey Carlos IV a favor de Vicente Sánchez Bellmunt y Cebrián, caballero de la Orden de Santiago.
El actual titular, desde 1983, es José Manuel Herrero Cuesta, VII marqués de Campo Salinas, Doctor-Arquitecto.

## Marqueses de Campo Salinas
|                                       | Titular                                   | Periodo                               |
| Creación en 1790 por el rey Carlos IV | Creación en 1790 por el rey Carlos IV     | Creación en 1790 por el rey Carlos IV |
| ------------------------------------- | ----------------------------------------- | ------------------------------------- |
| I                                     | Vicente Sánchez Bellmunt y Cebrián        | 1790-1817                             |
| II                                    | Josefa Manuela Sánchez Bellmunt y Cebrián | 1817                                  |
| III                                   | José María Agulló y Sánchez Bellmunt      | 1817-1824                             |
| IV                                    | José Joaquín Agulló y Ramón de Sentís     | 1847-1876                             |
| V                                     | María de los Dolores Agulló y Paulín      | 1884-1942                             |
| VI                                    | Manuel Herrero de Egaña                   | 1957-1980                             |
| VII                                   | José Manuel Herrero Cuesta                | 1983-2015                             |
| VIII                                  | José Manuel Herrero Moreno                | 2016-                                 |

## Historia de los marqueses de Campo Salinas
- Vicente Sánchez Bellmunt y Cebrián (†1817), I marqués de Campo Salinas, caballero de la Orden de Santiago.

Le sucedió su hermana:
- Josefa Manuela Sánchez Bellmunt y Cebrián, II marquesa de Campo Salinas.

Le sucedió, en 1817, su hijo:
- José María Agulló y Sánchez Bellmunt (1780-1824), III marqués de Campo Salinas.

Le sucedió, en 1847, su hijo:
- José Joaquín Agulló y Ramón de Sentís (1810-1876), IV marqués de Campo Salinas, VI conde de Ripalda, III barón de Tamarit.

Le sucedió, en 1884, su hija:
- María de los Dolores Agulló y Paulín (1865-1942), V marquesa de Campo Salinas, VII condesa de Ripalda, IV baronesa de Tamarit.

Sin descendencia.
Le sucedió, en 1957:
- Manuel Herrero de Egaña (†1980), VI marqués de Campo Salinas.

Le sucedió, en 1983, su hijo:
- José Manuel Herrero Cuesta (1930-2015), VII marqués de Campo Salinas, Doctor-Arquitecto.

1. Casó, en 1962, con María del Pilar Moreno Sáez (n.1932).

De cuyo matrimonio nacieron seis hijos:
1. José Manuel Herrero Moreno (n.1963);
2. Francisco Javier (n.1965);
3. María del Pilar (n.1966);
4. Juan María (n.1966);
5. Jesús María (n.1970); y
6. Rafael (n.1971).